# Praia do Matadeiro
Praia do Matadeiro är en strand i Brasilien.   Den ligger i delstaten Santa Catarina, i den södra delen av landet, 1 300 km söder om huvudstaden Brasília. Praia do Matadeiro ligger på ön Ilha de Santa Catarina. Den ligger vid sjön Lagoa do Peri.